# Tramway d'Anvers
Le tramway d’Anvers est exploité depuis 1991 par la société De Lijn. Le réseau compte 14 lignes, qui s’étendent sur sept districts de la ville d’Anvers et sept communes limitrophes.

## Histoire

### Création

#### Origine

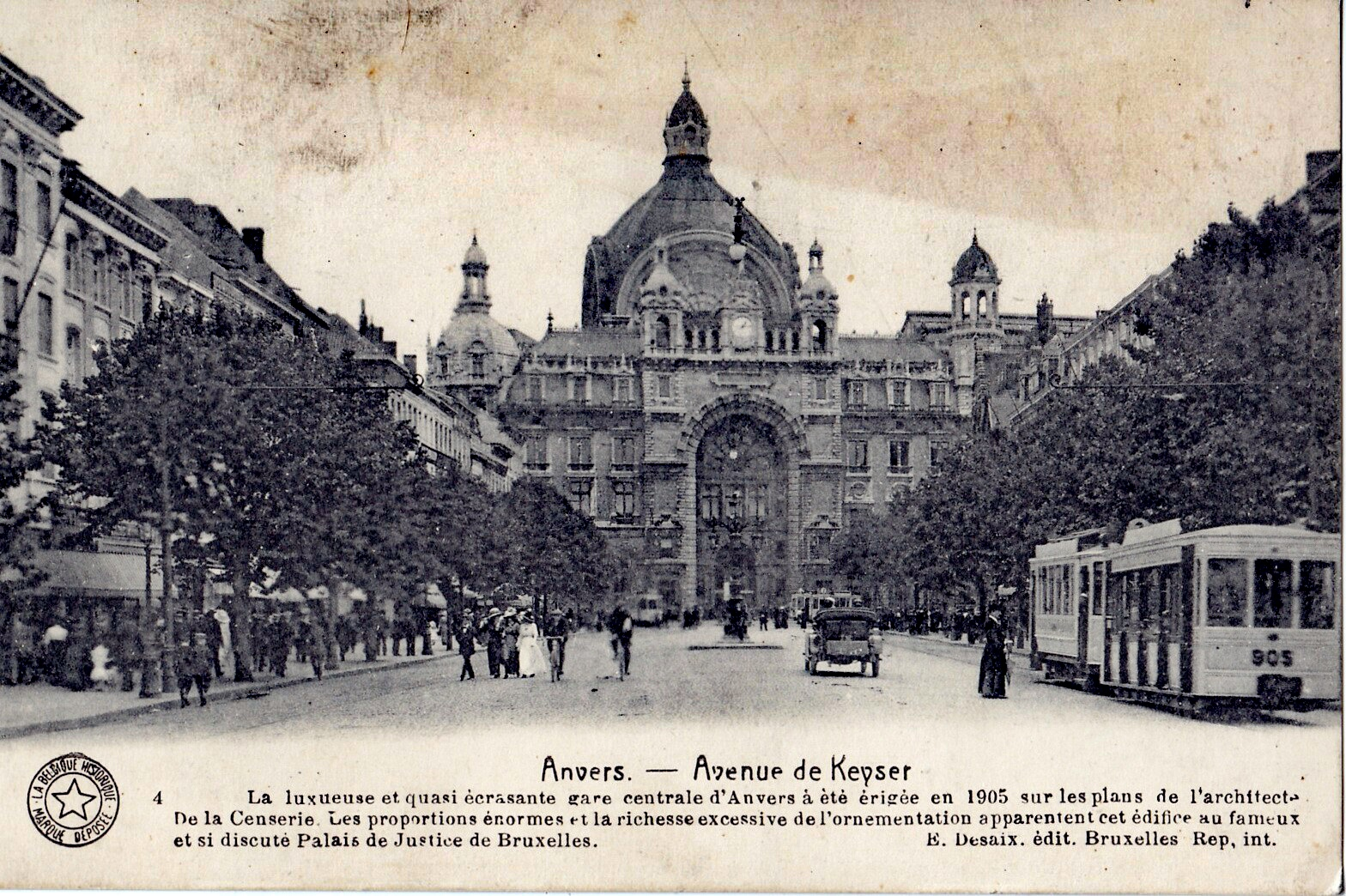
Motrice électrique et remorque sur l'avenue De Keyser devant la gare d'Anvers-Central, avant la Première Guerre mondiale.

Le tram anversois vit le jour en 1873, sous la forme de tramways à cheval.
Exploités par Compagnie Générale des Tramways d'Anvers, les premiers tramways électriques circulèrent à partir du 2 septembre 1902.
La ville comptait alors  de nombreuses lignes de tram, telle la ligne 1 qui circulait depuis la Noorderplaats jusqu'à l'ancienne gare d'Anvers-Sud. Cependant, les lignes de tramway furent progressivement supprimées, ou remplacées par des lignes de bus.
Jusqu'en 1990, le tram anversois était exploité par la Société des transports intercommunaux d'Anvers (Maatschappij voor het Intercommunaal Vervoer te Antwerpen ou MIVA). Le 1er janvier 1991, la MIVA, tout comme la MIVG (Maatschappij voor het Intercommunaal Vervoer te Gent, ou Société des transports intercommunaux de Gand) et la partie flamande de la SNCV (Société Nationale des Chemins de fer Vicinaux), fut absorbée par De Lijn.

En 1996, la branche nord du prémétro fut ouverte, entre la gare centrale et le Sportpaleis.

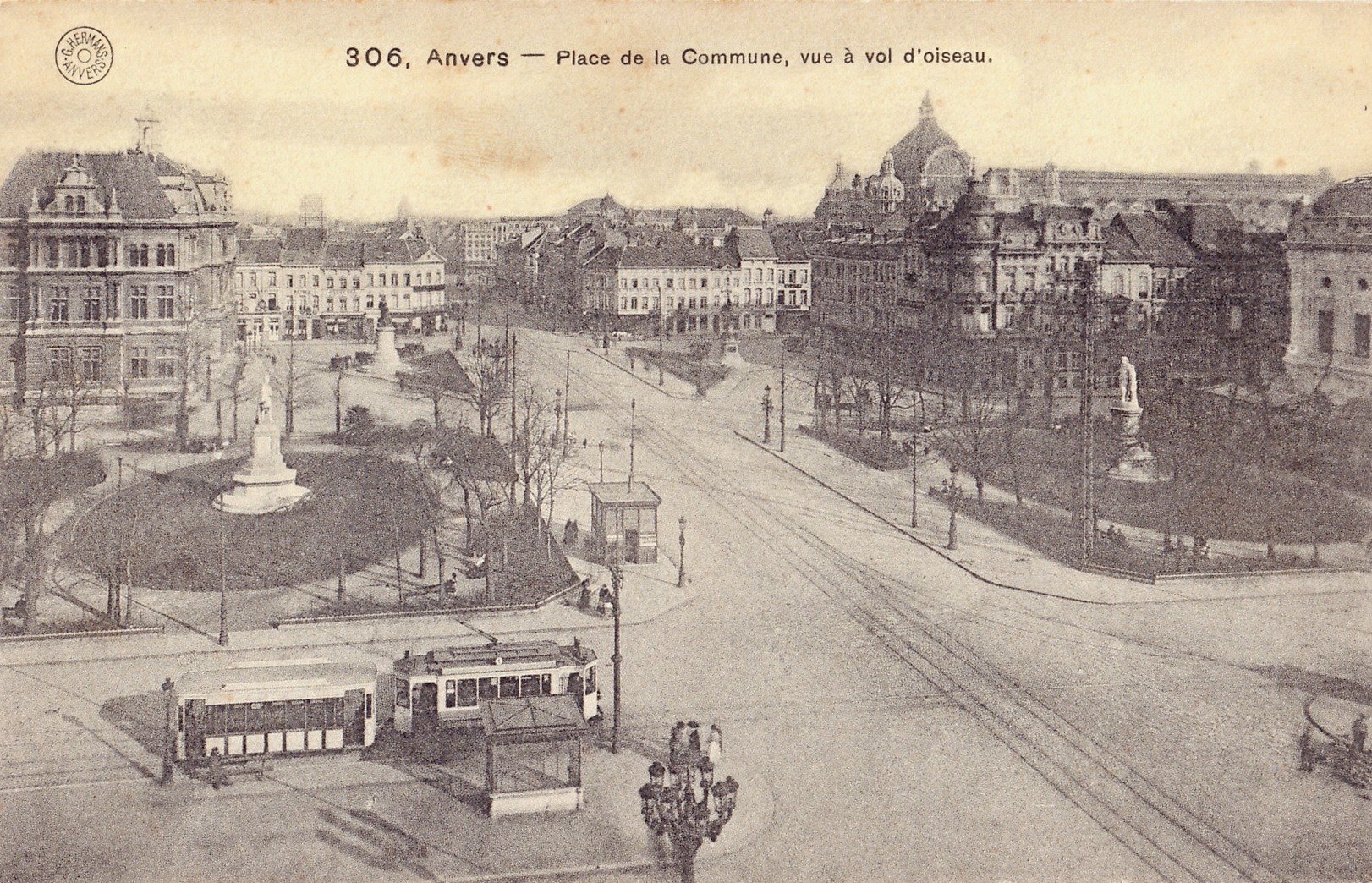
Motrice électrique et remorque, place de la Commune, dans les années 1910.

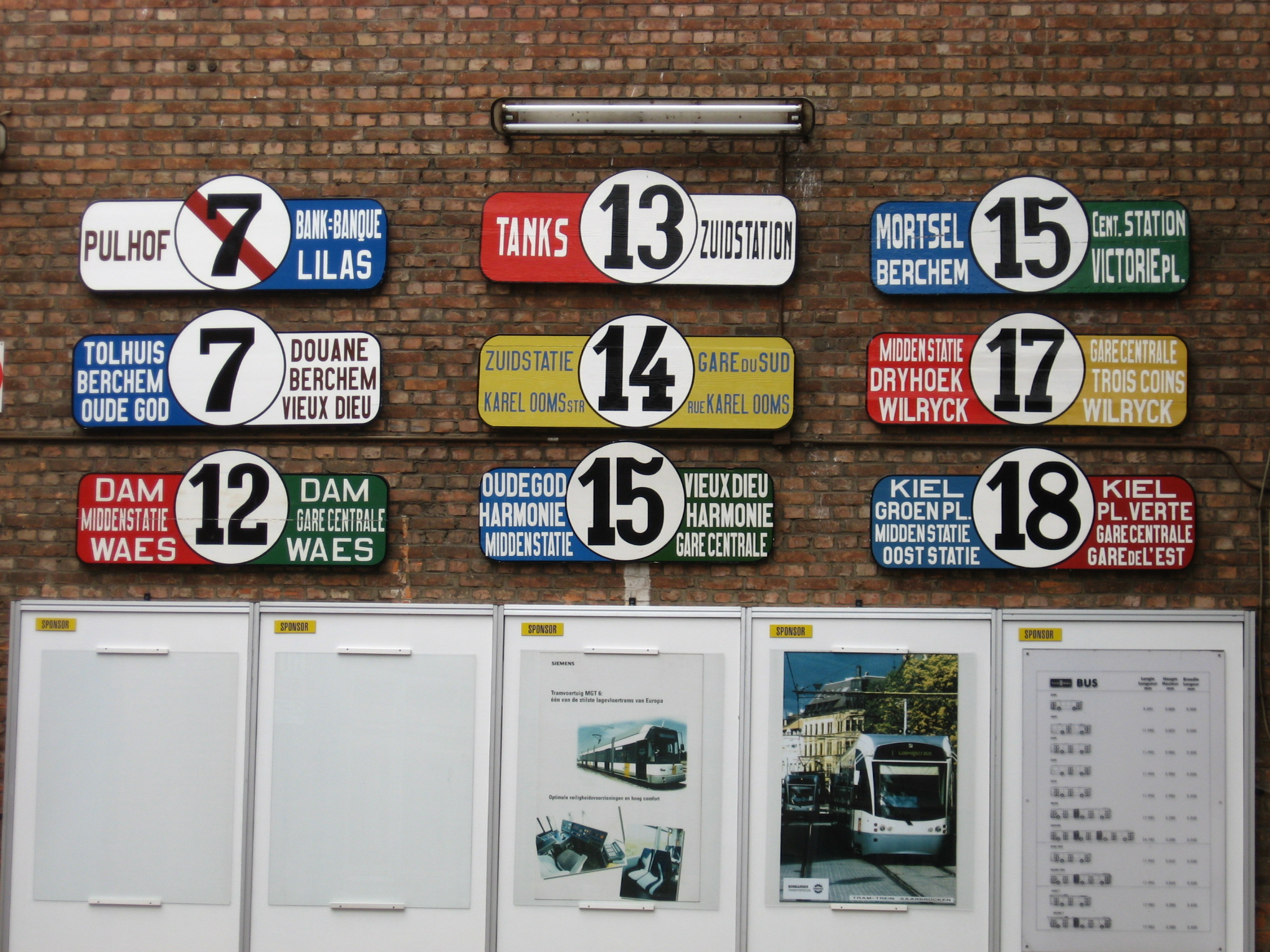
Anciens numéros de lignes.

En 1913, la plupart des lignes actuelles existaient déjà, même si certaines d'entre elles avaient un itinéraire légèrement différent. Une carte réalisée cette année-là présente les lignes suivantes :
| Ligne | Itinéraire en 1913                                             | Encore exploitée en 2017                                                                         |
| ----- | -------------------------------------------------------------- | ------------------------------------------------------------------------------------------------ |
| 1     | Entrepot – Bank – Zuidstatie                                   | Oui (partiellement en ligne de bus)                                                              |
| 2     | Werf – Statie – Van Rijswijcklaan                              | Uniquement sur le tronçon Belgiëlei – Van Rijswijcklaan; Belgiëlei – Werf transformé en prémétro |
| 3     | Zuidstation – Groenplaats – Statie – Schijnpoort (3/: Merksem) | Transformé en prémétro et tram 4 (Bolivarplaats - Groenplaats)                                   |
| 4     | Groenplaats – Brederodestraat – Kiel (4/: Hoboken)             | Oui                                                                                              |
| 5     | Groenplaats – Lozanastraat – Dikke mee (5/: Wilrijk)           | Oui (ligne de bus 22)                                                                            |
| 6     | Pothoek – Werf – Zuidstation                                   | Oui (par les bus 30 et 34)                                                                       |
| 7     | Tolhuis – Bank – Berchem (7/: Oude God)                        | Oui                                                                                              |
| 8     | Meir – Bank – Borsbeekpoort (8/: Gitschotel)                   | Oui                                                                                              |
| 9     | Van Schoonbekeplein – Park – Berchem Statie                    | Non                                                                                              |
| 10    | Melkmarkt – Statie – Zoo – Borgerhout (10/: Deurne)            | Oui (ligne 24)                                                                                   |
| 11    | Melkmarkt – Statie – Zoo – Dageraadplaats                      | Oui                                                                                              |
| 12    | Statie Waas – Justitiepaleis                                   | Non                                                                                              |
| 13    | Zuid – Pyrotechnie – Petrooltanks                              | Non                                                                                              |

#### Les chemins de fer Vicinaux
Les chemins de fer vicinaux eurent, dès 1880, le même écartement des voies que le tramway d' Anvers. Sur certains itinéraires, les tramways vicinaux utilisèrent  les voies du tramway urbain. À partir de 1935, les lignes vicinales ont été prolongées jusqu'à la Rooseveltplaats. Les tramways vicinaux circulaient également sur les boulevards, la Turnhoutsebaan et d'autres rues.

### L'entre-deux-guerres

#### Développement du réseau de trolleybus (1929-1938)

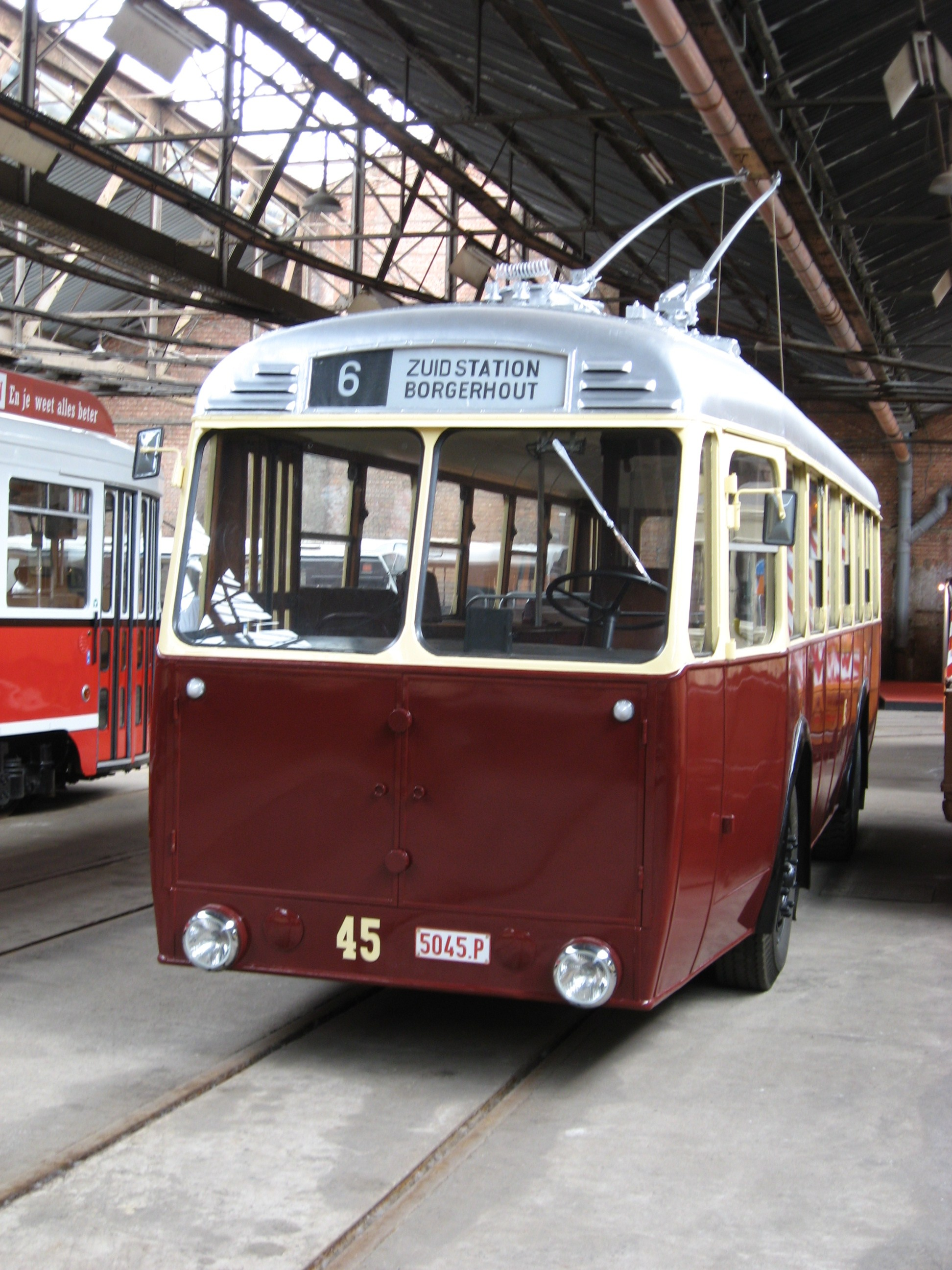
Trolleybus 45 au musée

Anvers connut trois lignes de trolleybus, qui furent en service entre 1929 et 1964.

### L'après-guerre (1945-1961)

#### Évolution du réseau après la guerre
À la fin de la guerre, le réseau reprend son aspect d'avant-guerre, quelques modifications sont cependant apportées :
- les lignes 3 et 4 sont à nouveau scindées et reprennent leurs itinéraires respectifs d'avant 1936;
- la ligne 13 abandonne l'itinéraire repris à la ligne 14 en entre la gare du Sud et la Karel Oomsstraat.

| Infrastructure |                                                               |
|                | Dépôt, installation technique ou voyageurs (stations, gares). |
|                | Emprise en site indépendant.                                  |
|                | Pont en site indépendant.                                     |
|                | Voie de service ou de fret.                                   |
| Lignes         |                                                               |
|                | Ligne de la SNCV.                                             |
|                | Ligne des TAO.                                                |
|                | Section commune à la SNCV et aux TAO.                         |
| 15(18)         | Ligne (service partiel, prolongé ou variante)                 |

Le réseau compte alors dix-huit lignes de tramway et deux lignes de trolleybus (6, 31) exploitées par la même compagnie auxquelles s'ajoutent les lignes suburbaines et interurbaines de la Société nationale des chemins de fer vicinaux (SNCV) qui rayonnent autour d'Anvers depuis les Noorderplaats (50) et Rooseveltplaats (41, 42, 61, 63, 65, 72, 75, 77).
| - 1 (T) Anvers Noorderplaats - Anvers Sud - 2 (T) Anvers Suikerrui - Hoboken Lelieplaats - 3 (T) Anvers Sud - Merksem Oude Bareel - 3bis (T) Anvers Suikerrui - Anvers Schijnpoort (service partiel) - 4 (T) Anvers Groenplaats - Hoboken Lelieplaats - 5 (T) Anvers Groenplaats - Wilrijk Nagelsplein - 6 (Tb) Anvers Sud - Borgerhout Chaussée de Turnhout - 7 (T) Anvers Tolhuis - Mortsel Gemeenteplein - 8 (T) Anvers Groenplaats - Deurne Eksterlaar - 9 (T) Anvers Van Schoonbekeplein - Berchem Gare - 10 (T) Anvers Melkmarkt - Deurne Chaussée de Schoten - 11 (T) Anvers Rooseveltplaats - Deurne Eksterlaar - 12 (T) Anvers Grens Kiel - Deurne Stade - 13 (T) Anvers Sud - Anvers Petrol Tanks - 15 (T) Anvers Central - Mortsel Gemeenteplein - 16 (T) Anvers Melkmarkt - Deurne Aéroport - 17 (T) Anvers Central - Wilrijk Nagelsplein - 18 (T) Anvers Est - Anvers Schijnpoort - 23 (T) Anvers Sint-Michielskaai - Anvers Groenendaallaan - 24 (T) Deurne Cimetière - Hoboken Schoonselhof - 31* (Tb) Anvers Noorderplaats - Anvers Kaai 204 Type : T ligne de tramway, Tb ligne de trolleybus ; In. indice. Les lignes avec un astérisque ne sont pas reprises sur le plan. |

#### Les TAO (1946)
En 1945, la concession des Tramways d'Anvers (TA) qui exploitent le réseau depuis 1927 vient à expirer, un comité de gestion provisoire est créé, les Tramwegen van Antwerpen en Omgeving (TAO) (« Tramways d'Anvers et environs ») qui reprend l'exploitation des lignes de tramway et trolleybus à partir du 1er janvier 1946 et hérite de tous les biens : bâtiments, infrastructure et matériel roulant des TA.
Les TAO héritent également des lignes d'autobus que la CGTA puis les TA exploitent via leur filiale des Antwerpsche autobussen (AA) (« Autobus anversois ») ou font exploiter, ils vont en parallèle créer de nouvelles lignes (les exploiter eux-mêmes ou les donner à des sous-traitants) comme entre la gare d'Anvers-Sud et le quartier de Borgehout en 1948.

#### Suppressions
Au cours des années 1950, les TAO provoquent la conversion en autobus de diverses lignes :
- le 15 octobre 1952, la ligne 13 entre la gare du Sud et Petrol Tanks que les TA souhaitaient convertir en trolleybus à la fin des années 1950 faute de rentabilité;
- le 19 octobre 1953, la ligne 9 entre Anvers Van Schoonbekepleine et la gare de Berchem;
- le 1er juin 1954, la ligne 23 entre la Sint-Michielskaai et la Groenendaallaan;
- le 31 décembre 1956, les lignes 5 et 17 entre Anvers (Groenplaats et Anvers Central) et Wilrijk Nagelsplein;
- le 24 mai 1958 : la ligne 18 entre la Schijnpoort et Anvers-Est est remplacée par deux lignes 18 et 19.

### Les années1960

#### Les dernières suppressions
La MIVA va procéder au cours des années 1960 à la conversion en autobus de deux autres lignes :
- le 31 décembre 1964, la ligne 16 vers l'aéroport est supprimée et remplacée par une ligne d'autobus;
- le 14 juillet 1965, la ligne 1 est à son tour convertie à l'autobus.

Ces deux lignes vont être les dernières lignes du réseau supprimées.

#### Le projet du prémétro
Un réseau de métro lourd fut planifié, et une première ligne fut construite entre la Groenplaats et Plantin, avec les stations Groenplaats, Meir, Opera, Diamant et Plantin. Dans un premier temps, les tramways devaient circuler dans ces tunnels avant que les lignes ne soient exploitées en métro lourd, à l'instar de ce qui s'est fait à Bruxelles. Ces plans pour une exploitation en métro furent abandonnés, mais néanmoins de nouveaux tunnels de tram furent creusés, avec des stations plus petites. Les tunnels sous la Turnhoutsebaan et la Kerkstraat restèrent cependant inutilisés. Plus tard, le tunnel allant des stations Diamant/Opera aux stations Schijnpoort et Sport fut terminé, et utilisé par les lignes 2, 3, 5 et 6. En plus, le tunnel allant de la station Astrid à la station Zegel fut terminé en 2015, et utilisé par les lignes 8 et 10.
La grande percée des transports souterrains commença avec la construction du tunnel sous l'Escaut, jusque Linkeroever. De fait, de nombreux visiteurs peuvent dès lors se garer sur la rive gauche, et rejoindre le centre-ville en empruntant le tram.

### Les années 2000-2010

#### Réseau actuel

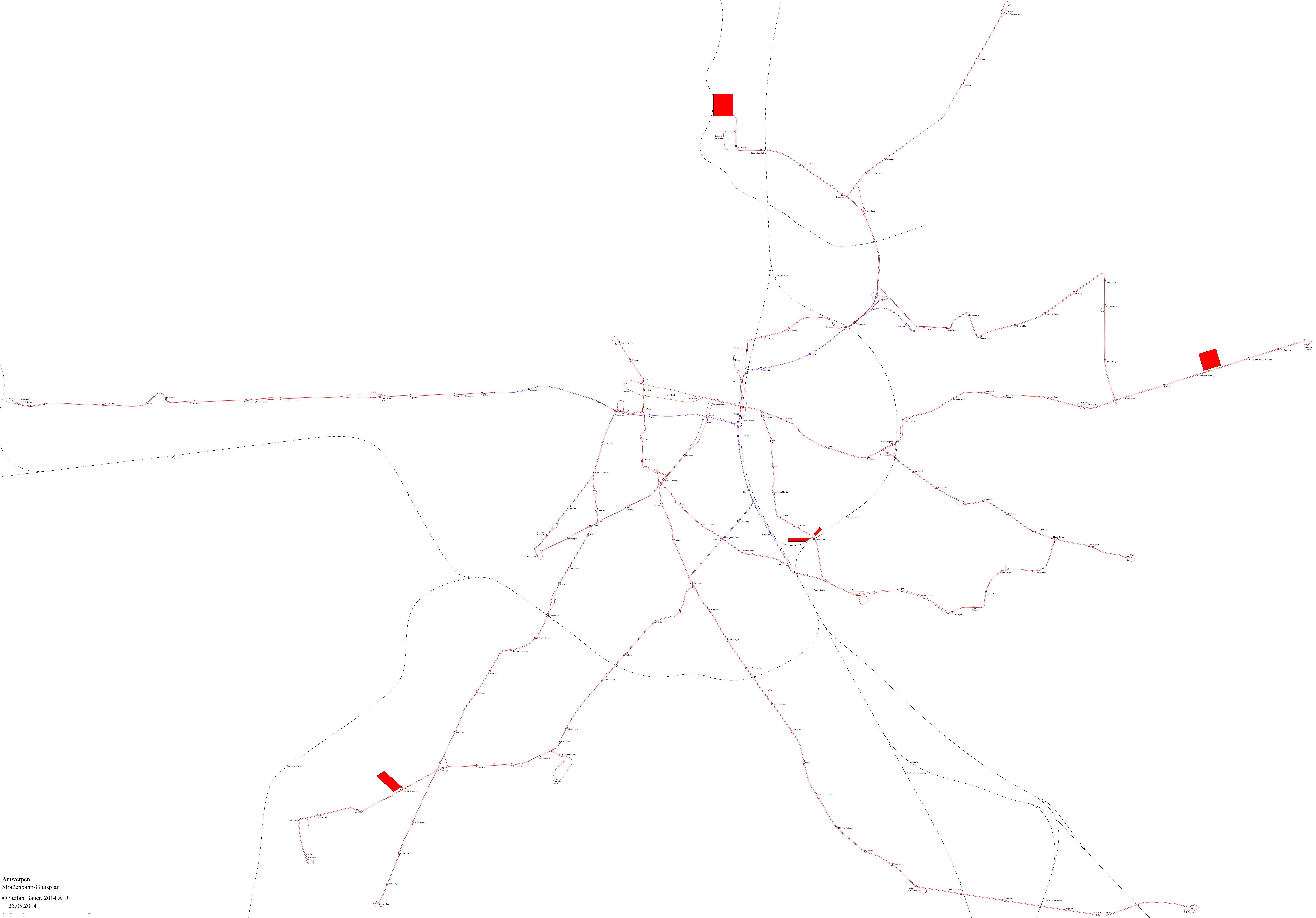
Le plan de voies en 2014.

Depuis le 18 avril 2017, le réseau a été réorganisé :
| Ligne | Itinéraire                                                       | Longueur | Durée du voyage | Vitesse moyenne |
| ----- | ---------------------------------------------------------------- | -------- | --------------- | --------------- |
| 2     | Merksem (Keizershoek P&R) ↔ Hoboken (Kioskplaats)                | ? km     | 46 min          | ? km/h          |
| 3     | Zwijndrecht (Melsele Krijgsbaan) ↔ Merksem (Keizershoek)         | 14,5 km  | 40 min          | 22 km/h         |
| 4     | Sint Pietersvliet ↔ Hoboken (Kioskplaats) Groenplaats ↔ Silsburg | ? km     | ? min           | ? km/h          |
| 5     | Wijnegem (Fortveld) ↔ Linkeroever (P&R)                          | 13,5 km  | 37 min          | 26 km/h         |
| 6     | Metropolis ↔ Olympiade                                           | 9,7 km   | 35 min          | 17 km/h         |
| 7     | Sint Pietersvliet ↔ Mortsel (Gemeenteplein)                      | 7,7 km   | 28 min          | 17 km/h         |
| 8     | Astrid ↔ Wommelgem (P+R)                                         | 5,7 km   | 15 min          | 23 km/h         |
| 9     | Linkeroever (P&R) ↔ Deurne (Eksterlaar)                          | ? km     | 26 min          | ? km/h          |
| 10    | Astrid ↔ Wijnegem                                                | 8,0 km   | 24 min          | 20 km/h         |
| 11    | Melkmarkt ↔ Berchem Station                                      | 4,1 km   | 19 min          | 12 km/h         |
| 12    | Sportpaleis ↔ Bolivarplaats                                      | 5,5 km   | 25 min          | 13 km/h         |
| 15    | Linkeroever (P&R) ↔ Boechout (P&R)                               | 11 km    | 33 min          | 20 km/h         |
| 24    | Hoboken (Schoonselhof) ↔ Astridplein                             | 7,3 km   | 28 min          | 15 km/h         |
| 24    | Melkmarkt ↔ Deurne (Silsburg)                                    | 6,2 km   | 24 min          | 15 km/h         |

Les lignes 2, 3, 5, 6, 8, 9, 10 et 15 utilisent les tunnels de prémétro passant sous la ville; les lignes 3, 5, 9 et 15 passant sous l'Escaut.

### Projets

#### Extensions

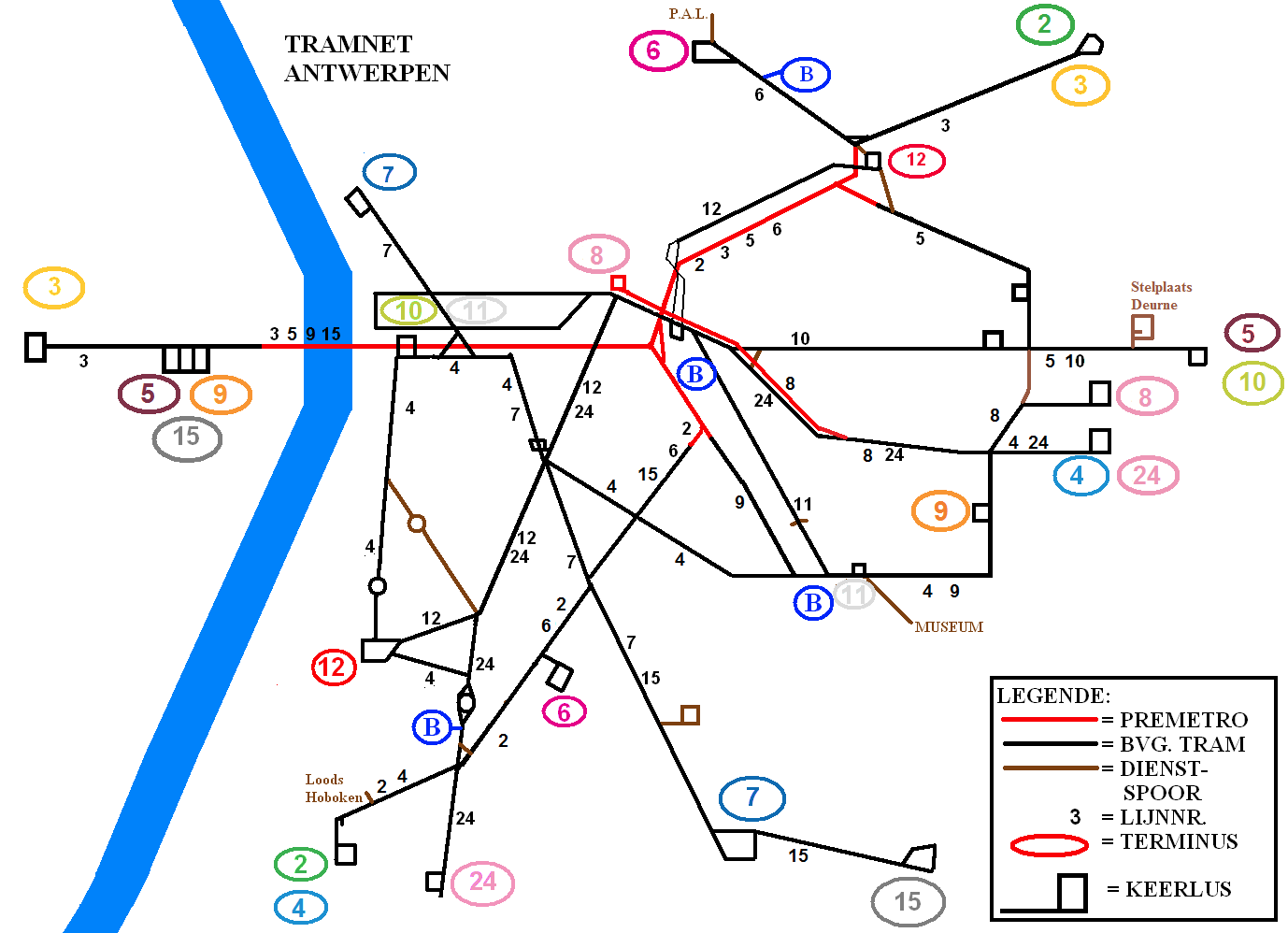
Réseau de tramway anversois en 2009 (cliquez pour agrandir).

Le Masterplan pour la mobilité d'Anvers prévoit, outre des investissements dans les transports routiers et fluviaux, un certain nombre de nouvelles lignes de tram et de prolongements de lignes existantes.
- 2012-2015 : Construction d'une ligne de tram jusqu'à Ekeren, ainsi qu'une ligne de tram dans le quartier Eilandje et dans la Brusselstraat (entre la Bolivarplaats et la gare d'Anvers-Sud). (Brabo II)
- 2013 - 2014 : Construction d'une ligne de tram vers Beveren[2]. Travaux réalisés parallèlement à la rénovation de la N70.
- Après 2015 : Prolongement de la ligne 24 jusque Hemiksem.
- Après 2015 : Prolongement de la ligne 15 jusque Kontich.
- Après 2015 : Prolongement de la ligne 2 jusqu'au Nord de Linkeroever.
- Après 2015 : Prolongement des lignes 5 et 10 jusque Schilde.
- Après 2015 : Prolongement de la ligne 11 jusque Wommelgem, via Borsbeek.
- Après 2015 : Prolongement de la ligne 24 depuis Schoonselhof jusque Schelle.
- Après 2015 : Prolongement de la ligne à partir de la Bolivarplaats jusqu'au quartier Nieuw-Zuid.
- Après 2015 : Prolongement de la ligne en direction d'Ekeren jusque Leugenberg.

#### Plan Pégase (Pegasusplan)
Le plan Pégase (Pegasusplan) prévoit l'exploitation d'une importante partie des tunnels inutilisés du prémétro d'Anvers, sous la Turnhoutsebaan à Borgerhout. Ce tunnel serait relié à l'actuel trajet de la ligne 24 via une rampe sur la Herentalsebaan. La nouvelle ligne serait étendue depuis l'actuel terminus Silsburg jusqu'au rond-point et P+R de Wommelgem. Le tramway en surface sur la Turnhoutsebaan serait conservé, puisque le plan ne prévoit que l'ouverture de la station de prémétro Zegel. Cela ferait de la nouvelle ligne souterraine une véritable ligne de tram rapide. La ligne 10 resterait quant à elle en surface.

## Lignes

### Lignes actuelles
- 1 Anvers P+R Luchtbal - Zuid ;
- 2 Hoboken Zwaantjes - P+R Merksem ;
- 3 P+R Merksem - P+R Melsele ;
- 4 Groenenhoek - Hoboken Zwaantjes ;
- 5 P+R Linkeroever - Wijnegem Fortveld ;
- 6 Anvers P+R Luchtbal - P+R Olympiade ;
- 7 Anvers MAS - Mortsel Gemeenteplein ;
- 8 Anvers Astrid - P+R Wommelgem ;
- 9 P+R Linkeroever - Silsburg ;
- 10 Hoboken P+R Schoonselhof - Wijnegem Fortveld ;
- 11 Anvers Melmarkt - Berchem (interrompue jusqu'en 2025);
- 12 Anvers Centraal Station - Schijnpoort ;
- 15 Anvers Regatta - P+R Boechout ;
- 24 Anvers Havenhuis - Silsburg.

### Anciennes lignes
- 1 Anvers Noorderplaats - Sud ;
- 5 Anvers - Wilrijk ;
- 6 Anvers Sud - Borgerhout ;
- 8 Anvers - Deurne ;
- 9 Anvers Van Schoonbekeplein - Berchem Gare ;
- 13 Anvers Sud - Petrol Tanks ;
- 16 Anvers Melkmarkt - Aéroport ;
- 17 Anvers - Wilrijk ;
- 18 Anvers Est - Schijnpoort ;
- 23 Anvers Sint-Michielskaai - Groenendaallaan ;
- 70 Anvers MAS - P+R Luchtbal.

## Infrastructure

### Dépôts
| Illustration | Nom              | Commune | Localisation                |
| ------------ | ---------------- | ------- | --------------------------- |
|              | Draakplaats      | Anvers  | 51° 12′ 21″ N, 4° 25′ 57″ E |
|              | Punt Aan De Lijn | Anvers  | 51° 14′ 57″ N, 4° 25′ 06″ E |
|              | Deurne           | Deurne  | 51° 13′ 25″ N, 4° 29′ 47″ E |
|              | Hoboken          | Hoboken | 51° 10′ 53″ N, 4° 21′ 52″ E |

## Matériel roulant

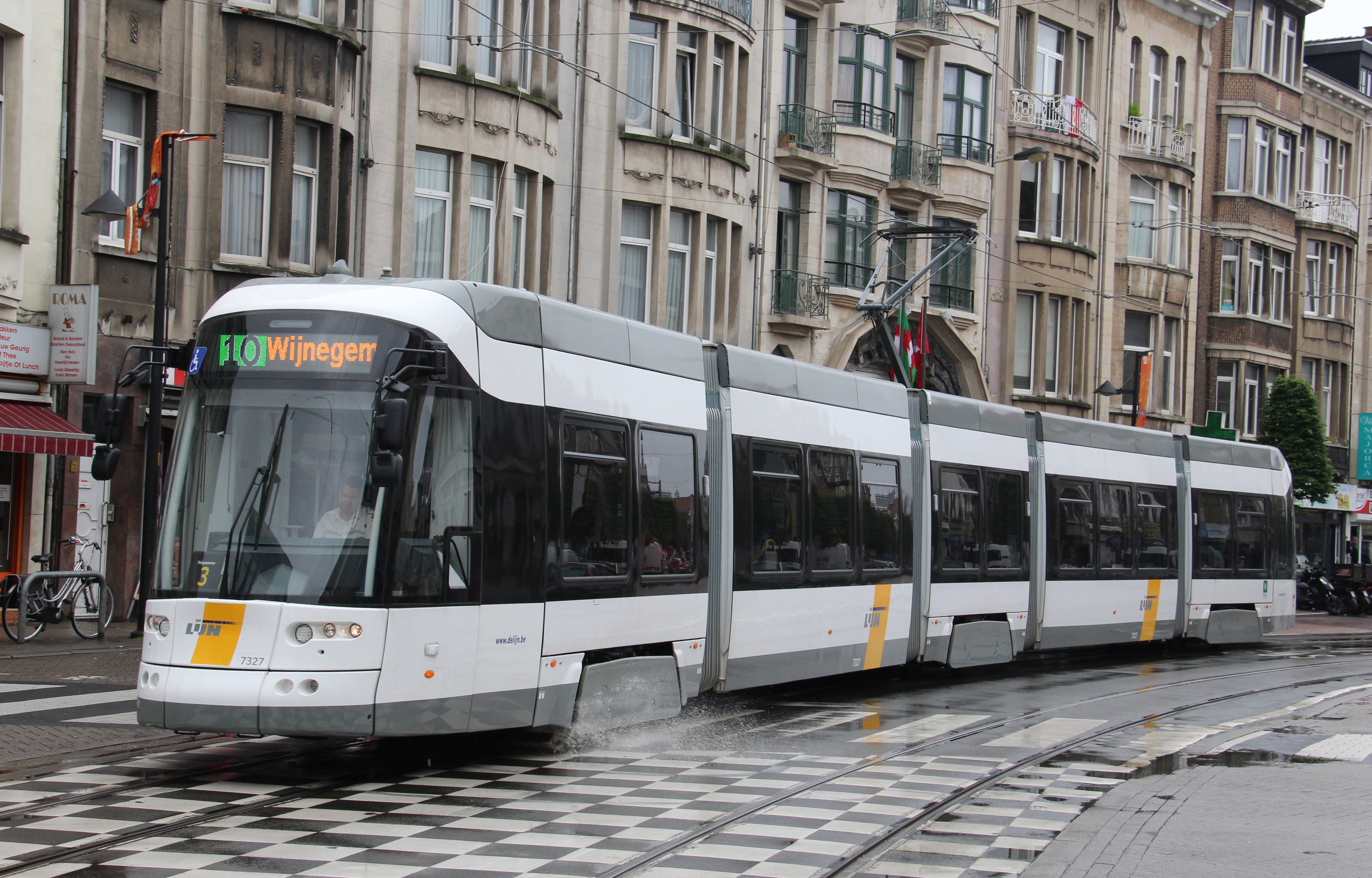
Albatros dans Anvers.

En 2011, on compte 155 PCC en service, construits entre 1960 et 1974 ainsi que 83 rames Hermelijn construits par Bombardier entre 1999 et 2012.
En 2012, 38 rames Bombardier Flexity 2 d'une longueur de 43 mètres sont commandés. Les premières livraisons ont lieu fin 2014. 24 rames complémentaires sont commandées en 2015.
En 2016, CAF remporte l'appel d'offres lancé par De Lijn pour 146 rames. 66 de ces rames sont destinées au réseau d'Anvers, il s'agit du modèle Urbos.
| Modèle                                    | Série | Nombre | Numéro(s) de parc | Mises en service | Réformes | En service | Remarques |
| ----------------------------------------- | ----- | ------ | ----------------- | ---------------- | -------- | ---------- | --------- |
| La Brugeoise et Nivelles PCC anversoise   |       | 155    |                   | 1960-1974        |          | 155        |           |
| Bombardier Siemens NGT6 Hermelijn 1/2A/2B |       | 83     |                   | 1999-2012        |          | 83         |           |
| Bombardier Flexity 2 Albatros             |       | 62     |                   | 2014-            |          | 38         |           |
| CAF Urbos 100                             |       | 66     |                   |                  |          | 0          |           |